# Сидоров, Василий Тимофеевич
Васи́лий Тимофе́евич Си́доров (1924—1944) — Герой Советского Союза, командир стрелкового взвода. Удостоен звания Героя Советского Союза за уничтожение в рукопашном бою силами своего взвода роты немецких войск, из которых лично уничтожил 12 человек. Погиб в бою.

## Биография
- 1924 год — родился.
- с 1942 — на службе в Красной армии.
- 1943 — окончание Куйбышевского военного пехотного училища.
- 1944 — гибель в бою (29 января 1944 года), присвоение посмертно звания Героя Советского Союза (25 августа 1944 года).